# 万里小路雅房
万里小路雅房（までのこうじ まさふさ、寛永11年（1634年） - 延宝7年（1679年）6月23日）は、江戸時代初期の公卿。

## 官歴
- 寛永13年（1636年）：従五位下
- 寛永18年（1641年）：従五位上、左衛門佐
- 正保2年（1645年）：正五位下
- 正保4年（1647年）：権右少弁
- 慶安2年（1649年）：右少弁、左少弁、蔵人、正五位上
- 承応3年（1654年）：従四位下、左中弁
- 承応4年（1655年）：正四位上、蔵人頭、右大弁
- 寛文元年（1661年）：正三位
- 寛文2年（1662年）：権中納言
- 寛文9年（1669年）：踏歌外弁
- 寛文10年（1670年）：権大納言
- 寛文12年（1672年）：従二位
- 延宝元年（1673年）：正二位
- 延宝3年（1675年）：賀茂伝奏
- 延宝5年（1677年）：按察使

## 系譜
- 父：万里小路綱房
- 母：橋本実村の娘
- 子：万里小路淳房
- 子：裏辻季盛